# سايكو ماتسودا
سايكو ماتسودا (باليابانية: 松田 聖子 ) (و. 1962  م) هي مغنية، ومغنية مؤلفة، وتارينتو، وممثلة أفلام يابانية، ولدت في كورومي، فوكوكا.
.

## التعليم
تعلمت في Horikoshi High School ‏.

## وصلات خارجية
- سايكو ماتسودا على موقع IMDb (الإنجليزية)
- سايكو ماتسودا على موقع ألو سيني (الفرنسية)
- سايكو ماتسودا على موقع ميوزك برينز (الإنجليزية)
- سايكو ماتسودا على موقع أول موفي (الإنجليزية)
- سايكو ماتسودا على موقع قاعدة بيانات الأفلام السويدية (السويدية)
- سايكو ماتسودا على موقع أول ميوزيك (الإنجليزية)
- سايكو ماتسودا على موقع ديسكوغز (الإنجليزية)
- سايكو ماتسودا على موقع قاعدة بيانات الفيلم (الإنجليزية)
- سايكو ماتسودا على موقع كينوبويسك (الروسية)
- سايكو ماتسودا على موقع ANN person (الإنجليزية)